# NSWRL 1913

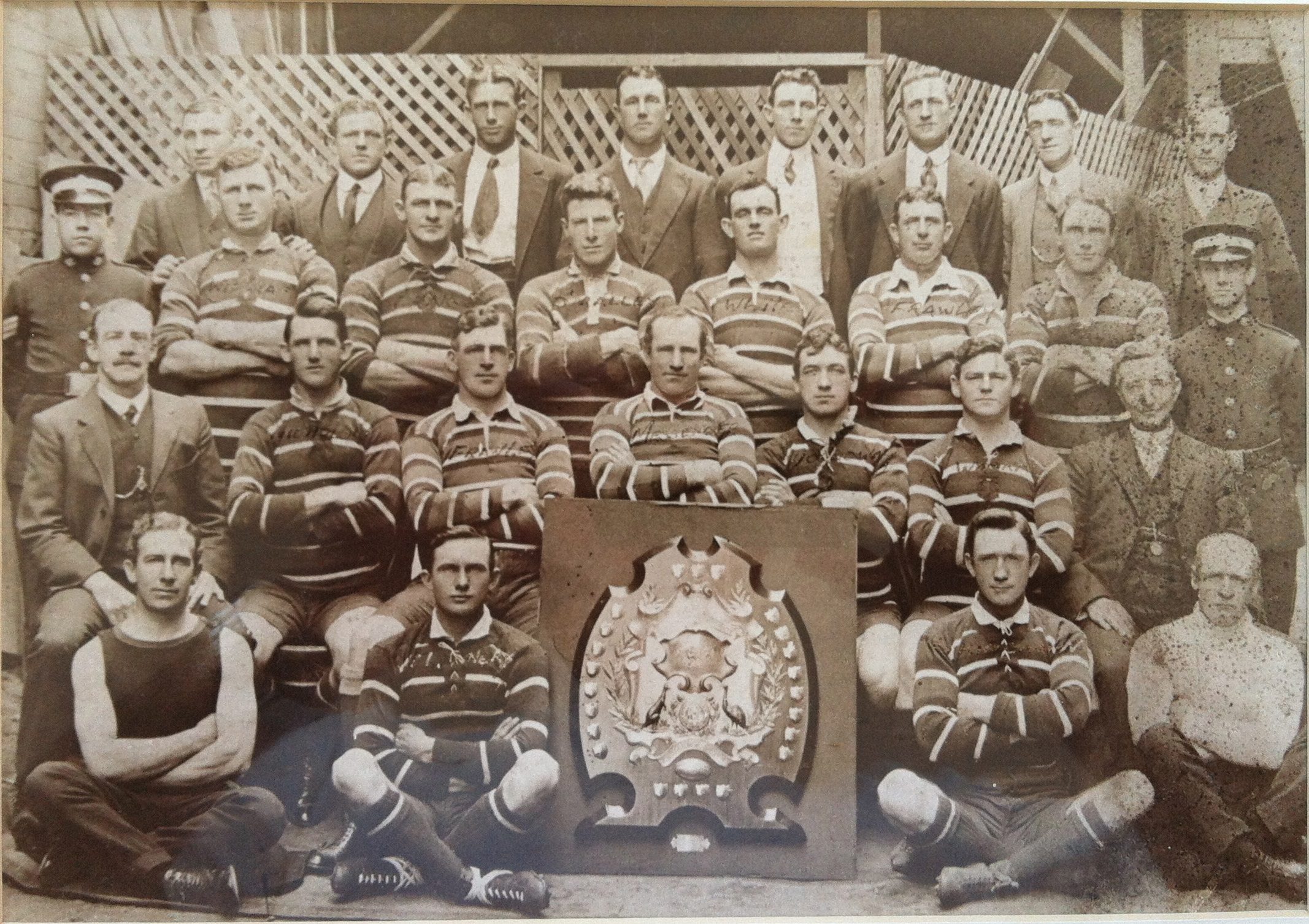
Die Eastern Suburbs mit der Siegertrophäe, dem Royal Agricultural Society Shield

Die NSWRL 1913 war die sechste Saison der New South Wales Rugby League Premiership, der ersten australischen Rugby-League-Meisterschaft. Den Titel gewann zum dritten Mal in Folge der Eastern Suburbs RLFC, der damit zum dritten Mal insgesamt die NSWRL gewann.

## Tabelle
Siehe NSWRL 1913/Ergebnisse für eine vollständige Liste aller Ergebnisse der regulären Saison.
|     | Team                    | Spiele | Siege | Unent. | Ndlg. | Spiel- punkte | Diff. | Tabellen- punkte |
| --- | ----------------------- | ------ | ----- | ------ | ----- | ------------- | ----- | ---------------- |
| 01. | Eastern Suburbs         | 14     | 12    | 0      | 2     | 227:118       | + 109 | 24               |
| 02. | Newtown Jets            | 14     | 10    | 1      | 3     | 203:135       | + 68  | 21               |
| 03. | South Sydney Rabbitohs  | 14     | 9     | 0      | 5     | 200:132       | + 68  | 18               |
| 04. | Glebe                   | 14     | 8     | 0      | 6     | 198:161       | + 37  | 16               |
| 05. | North Sydney Bears      | 14     | 5     | 2      | 7     | 199:193       | + 6   | 12               |
| 06. | Balmain Tigers          | 14     | 4     | 1      | 9     | 83:135        | - 52  | 9                |
| 07. | Annandale               | 14     | 3     | 0      | 11    | 119:219       | - 100 | 6                |
| 08. | Western Suburbs Magpies | 14     | 3     | 0      | 11    | 115:251       | - 136 | 6                |